# 黃瑞明
黃瑞明（1955年10月23日—）國立臺灣大學法學碩士，是中華民國律師，領域為大型工程、BOT合約、台德間投資、公司破產重整、政府採購案、訴訟、仲裁等。原本為國際通商合夥律師，曾任台灣法學會理事長、財團法人民間司法改革基金會董事長、台北律師公會理事長。因推動司改的背景，由律師團體推薦為大法官之人選。2016年獲中華民國總統蔡英文提名為司法院大法官。妻子為全國律師聯合會理事長、前民主進步黨籍立法委員尤美女，二人為大學同學，皆為律師。

## 主要著作
一個律師的人文追尋（新學林出版社，105年6月二版）